# Août 2000

## Samedi12 août 2000
- Mer de Barents : le sous-marin Koursk coule au large, dans la mer de Barents. Les 118 membres de l'équipage meurent malgré les tentatives de sauvetage.
- À Béziers (France, dans le département de l'Hérault), alternative de Sébastien Turzac dit Sébastien Castella, matador français.
- Formule 1 : Grand Prix automobile de Hongrie.

## Dimanche20 août 2000
- rallye : Marcus Grönholm remporte le rallye de Finlande.

## Samedi26 août 2000
- Formule 1 : Grand Prix automobile de Belgique.

## Dimanche27 août 2000
- Russie, Moscou : la Tour Ostankino est en feu causant le décès de 3 personnes et de sérieux dommages structurels.

## Mardi29 août 2000
- France : démission de Jean-Pierre Chevènement, ministre de l'Intérieur, à la suite d'un désaccord sur la Corse.

## Naissances
- 1er août : Faye Bezemer, actrice néerlandaise
- 2 août :
  - Varvara Gracheva, joueuse de tennis russe
  - Siham Es Sad, coureuse cycliste marocaine
  - Hailey Langland, snowboardeuse américaine
  - Aaron Molinas, footballeur argentin
- 3 aout : Thijs Dallinga, footballeur néerlandais
- 5 août : Michele Šego, footballeur croate
- 7 aout : David Jurásek, footballeur tchèque
- 8 août : Félix Auger-Aliassime, joueur de tennis canadien
- 13 aout : Tomáš Čvančara, footballeur tchèque
- 16 août : 
  - Anastasiia Moskalenko, athlète handisport ukrainienne
  - Jon Ander Olasagasti, footballeur espagnol
  - Youssef Ben Sellam, joueur international marocain de futsal.
- 17 août : 
  - Lil Pump, rappeur, producteur et compositeur américain
  - Hrvoje Smolčić, footballeur croate
- 18 août : Matteo Di Giusto, footballeur suisse
- 21 août : Mona McSharry, nageuse irlandaise
- 25 août : Emerson Rodríguez, footballeur colombien
- 26 août : Louis Boyard, homme politique français
- 29 août : Hélène Raguénès, céiste française
- 31 août : Khwansuda Phuangkitcha, taekwondoïste thaïlandaise

## Décès
- Carl Barks : décédé à 99 ans, le 25 août 2000, d'une leucémie.